# Olivier de Clisson

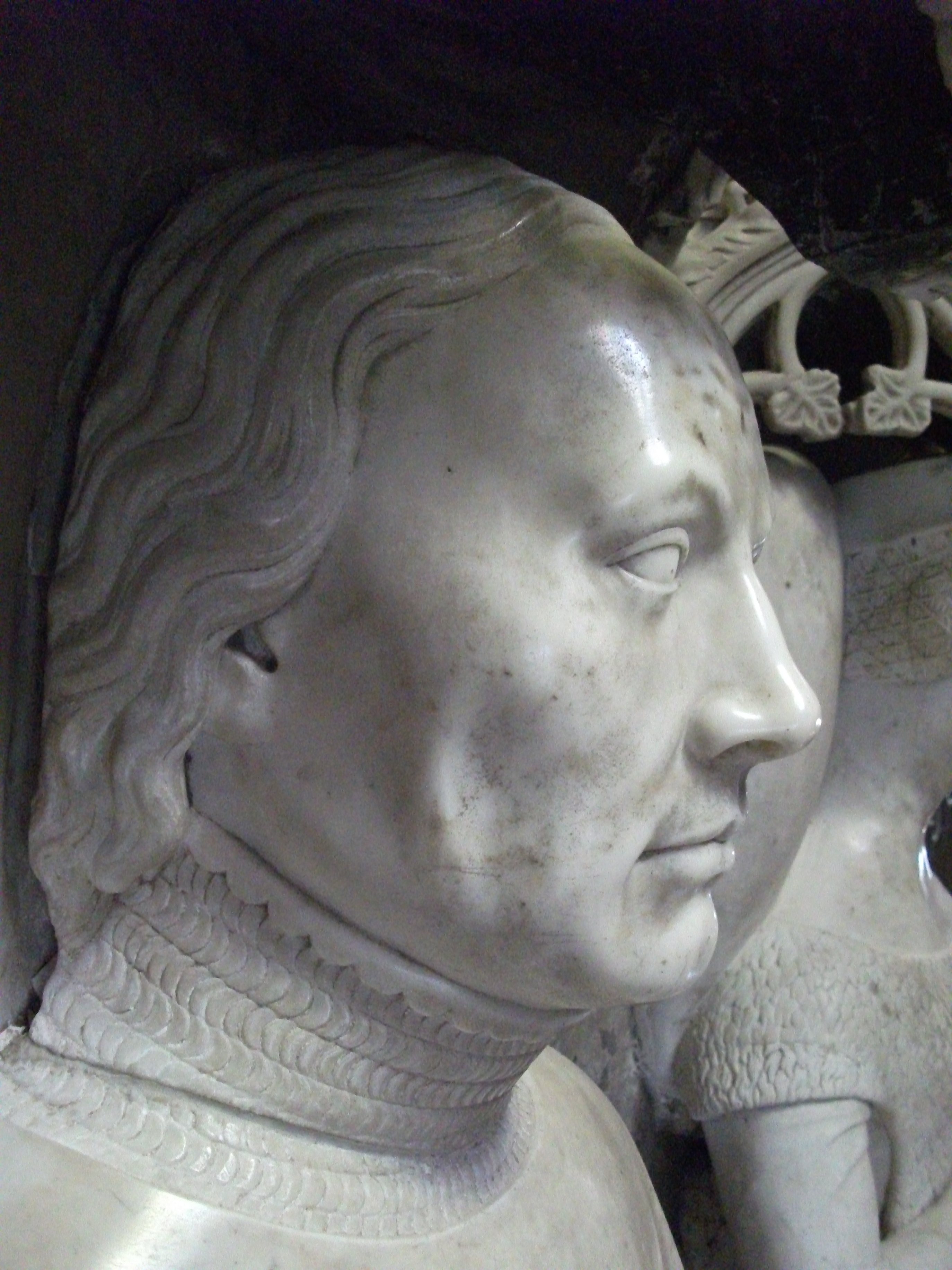
Olivier de Clisson avbildad på sin gravvård i Josselin, Bretagne.

Olivier de Clisson, född 1336, död 23 april 1407, var en fransk riddare.
Olivier de Clisson gjorde sig berömd för sin grymhet, och fick epitetet "Slaktaren". Han befann sig först i engelsk tjänst, men övergick senare till fransk och blev connétable efter Bertrand du Guesclin 1380. Han besegrade flamländarna i slaget vid Rosebeke 1382. Sina sista år tillbringade han i landsflykt i England.